# Comité d'organisation des Jeux olympiques et paralympiques d'été de 2020
Le comité d'organisation des Jeux olympiques et paralympiques d'été de 2020 à Tokyo est le comité d'organisation des Jeux olympiques et paralympiques de 2020.
Le comité d'organisation a été fondé le 24 janvier 2014 et il est présidé par l'ancien Premier ministre du Japon Yoshirō Mori, également conseiller suprême de l'Association japonaise des sports. Fujio Mitarai, président-directeur général de Canon Inc., est également intégré au comité avec la fonction de président honoraire
Plusieurs personnalités occupent des responsabilités de vice-président :
- Toshiaki Endo, membre de la Chambre des Représentants et secrétaire général du groupe parlementaire pour la promotion des Jeux Olympiques et Paralympiques de Tokyo
- Kazuhiro Tsuga, Président de Panasonic Corporation
- Ichiro Kono, membre du conseil d'administration de l'Agence Japonaise Antidopage (JADA)
- Yasuhiro Yamashita, président du Comité Olympique Japonais
- Yasushi Yamawaki, président du Comité Paralympique Japonais
- Mitsuchika Tarao, Vice-gouverneur de Tokyo